# Pányok
Pányok is een plaats (község) en gemeente in het Hongaarse comitaat Borsod-Abaúj-Zemplén. Pányok telt 100 inwoners (2001).